# Aloe dominella
Aloe dominella é uma espécie de liliopsida do gênero Aloe, pertencente à família Asphodelaceae.